# Joc, iluzie, transparență și mântuire (2002)
Joc, iluzie, transparență și mântuire este un film românesc din 2002 regizat de Laurențiu Damian.